# Палац Сетаїш
Палац Сетаїш (порт. Palácio de Seteais) — неокласичний палац, розташований у Сінтрі, на Португальській Рив'єрі, нині функціонує як розкішний готель "Tivoli Palácio de Seteais". Палац є національною історичною пам'яткою і включений до списку культурного ландшафту Сінтри ЮНЕСКО. 

## Етимологія

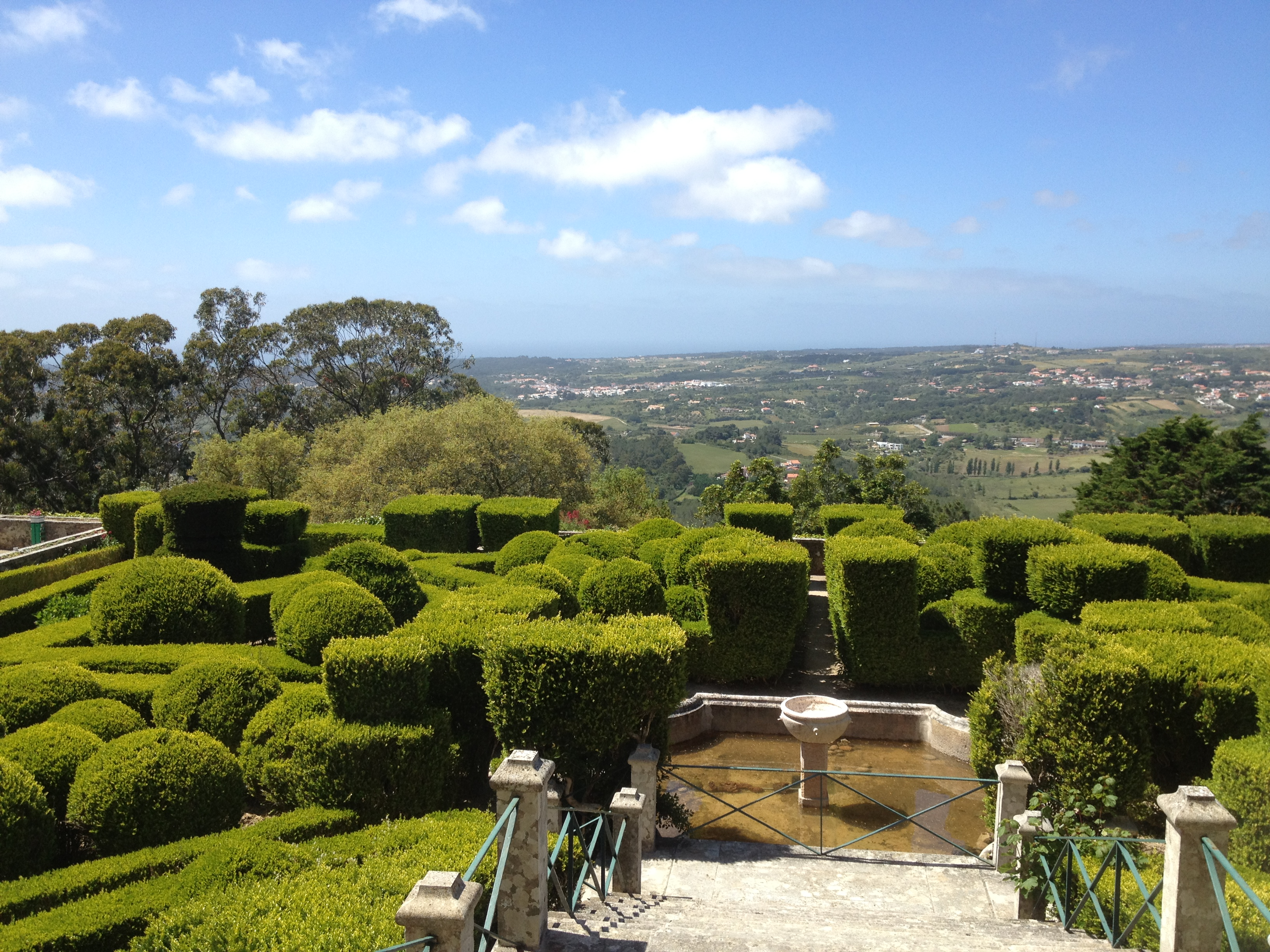
Вид з садів палацу.

Жосе Аьфреду в «Полях Сетаїша» згадує, що це поле дуже старе і завжди було невід’ємною частиною ділянки за палацом. Деякі люди вважають, що його назва походить від португальської традиції кричати "аї" на дорозі, де його відлуння повторюється 7 разів. З іншого боку, у дуже старому рукописі анонімного автора, який зберігається в бібліотеці Сінтри, згадується, що походження слова Сетаїш походить від місцевості Centeais, де  культивували  жито (порт. Centeio). 

## Історія

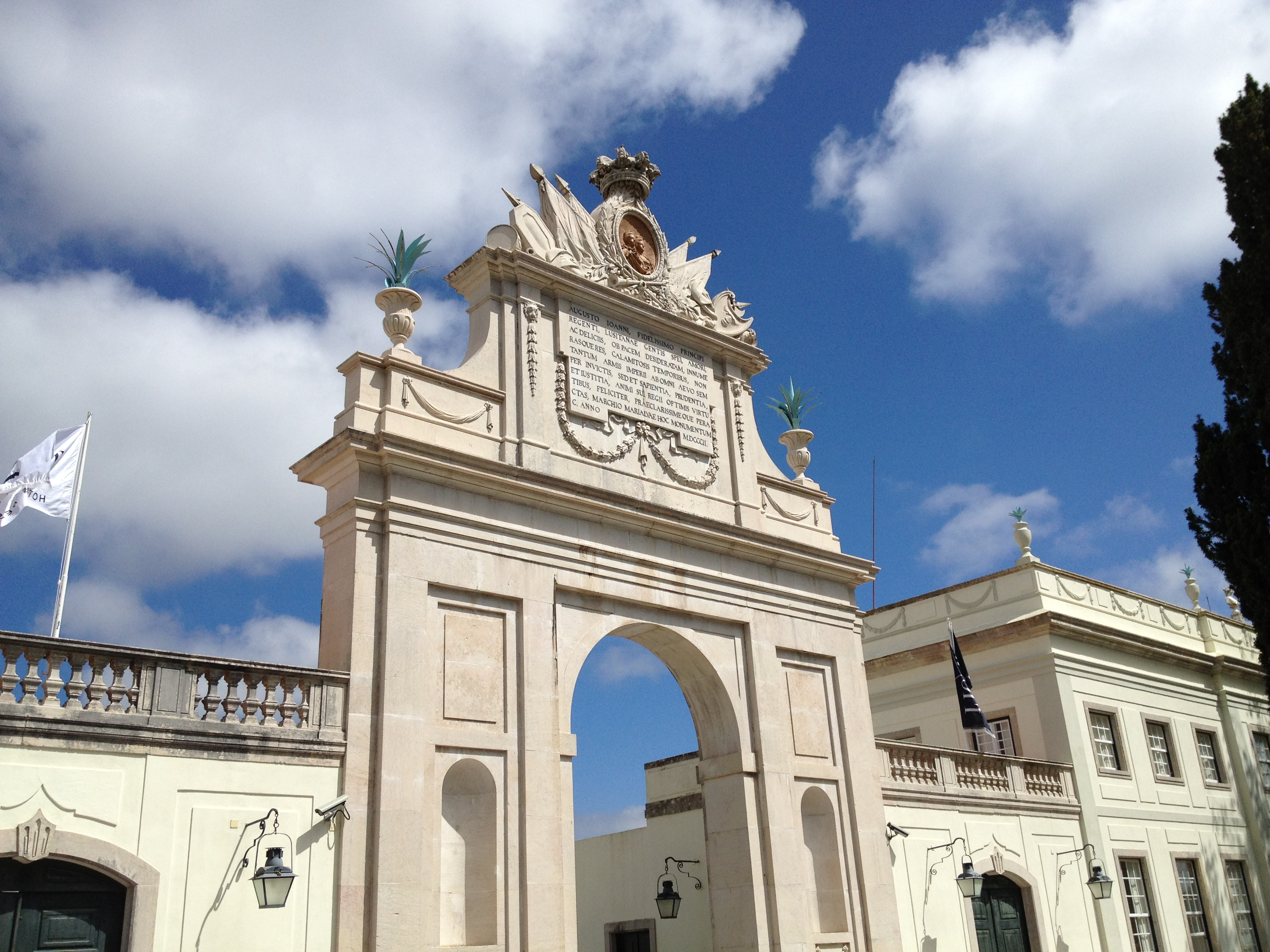
Тріумфальна арка, зведена на честь візиту в 1802 році Короля Португалії Жоау VI та королеви Іспанії Карлоти Жоакіни до палацу Сетаїш

Палац Сетаїш був побудований між 1783 і 1787 роками для нідерландського консула Даніеля Гільдеместера на землях, наданих маркізом Помбалом. 
Хоча Даніель Гільдеместер мав земельну ділянку у сусідстві із Квінта да Алегрія, проте жодного будинку на ній не було. Тож Гільдеместер орендував у літній період житло у палаці маркіза Помбала. Згодом  Гільдеместер почав будувати власний особняк поруч із власністю свого друга британського консула Жерара де Вісме  (палац Монсеррат). 
Консул вирішив побудувати свій будинок на височині, звідки можна було б милуватися неймовірним пейзажем пагорбів Сінтри. Палац був оточений великим фруктовим садом. 
У 1797 році, через кілька років після смерті консула, його вдова продала палац Діогу Жосе Віту де Менезешу Норонья Кутію, 5-й маркіз Маріалви. 
Палац розбудовувався між 1801 і 1802 роками, ймовірно, архітектором-неокласиком Жосе да Коста і Сілва, автором театру Сау Карлуш у Лісабоні. Палац був перетворений на симетричну П-подібну будівлю, а будинок консула став одним із його крил. Карниз будівель головного фасаду був прикрашений типовими неокласичними мотивами: вази, погруддя та рельєфи гірлянд. Сади палацу були переплановані відповідно до романтичних тенденцій. 
Старі та нові крила палацу були з’єднані між собою в 1802 році. неокласичною аркою, побудованою на честь короля Жуау VI та королеви Карлоти Жоакіни, які в тому році відвідали палац. Монументальна арка, прикрашена бронзовими статуями королівської пари та пам’ятним латинським написом, приписується арруці архітектора Францишку Леал Гарсії. 
Стіни кількох внутрішніх кімнат палацу були прикрашені фресками французького живописця Жана Піллемента та його учнями: зображені екзотична рослинність та міфологічні персонажі, характерні для неокласичного періоду. 
Після зміни кількох власників палац був придбаний португальським урядом у 1946 році. З 1954 року використовується як розкішний готель, але його первісні характеристики збереглися.

## Дивися також
- Палац Сінтра
- Палац Пена
- Палац Келуш
- Палац Мафра
- Палац Монсеррат

## Зовнішні посилання
- Офіційний сайт готелю Tivoli Palácio de Seteais
- Палац Сетаїш на сайті IPPAR
- Палац Сетаїш на сайті муніципалітету Сінтра